# بازگشت (فیلم ۲۰۰۶)
بازگشت (به اسپانیایی: Volver) تلفظ اسپانیایی: [bolˈβer] فیلمی اسپانیایی به کارگردانی پدرو آلمودوار است که در سال ۲۰۰۶ اکران شد. بازیگران آن پنه‌لوپه کروز، کارمن مائورا، لولا دوئنیاس، بلانکا پورتیو، یوهانا کوبو و چوس لامپره‌آبه بودند.
فیلم دربارهٔ خانواده‌ای محلی و زنانهٔ عجیبی است که از روستایی بادخیز در جنوب مادرید می‌آیند. پنه‌لوپه کروز نقش ریموندا*، زنی از طبقه کارگر را بازی می‌کند که مجبور می‌شود گامهایی بلندی برای محافظت از دختر ۱۴ ساله‌اش، پائولا بردارد که در دفاع از خودش، مرتکب قتل شده است. بحران خانواده، با بازگشت مادر او، ایرِنه، از دنیای مردگان اوج می‌گیرد که برای پایان دادن به پرسش‌هایی از گذشته می‌آید.
داستان فیلم در ادامهٔ فیلم پیشین  آلمودوار، گل اسرار من (۱۹۹۵) است که در آن به شکل یک رمان است که برای چاپ رد می‌شود اما دزدیده شده و به فیلمی به نام فریزر تبدیل می‌شود. فیلم بازگشت از نئورئالیسم اواخر دهه ۱۹۴۰ و اوایل دهه ۵۰ و کارهای کارگردانان بزرگ آن دوره تأثیر گرفته است که با عناصری همچون سوء استفاده جنسی، تنهایی و مرگ، و ترکیب ژانرهای لودگی، تراژدی، ملودرام و واقع‌گرایی جادویی خود را می‌نمایاند.
این فیلم و دست‌اندرکارانش برنده جایزه‌های بسیاری شدند. بازگشت پس از پخش به عنوان بخشی از گلچین رسمی جشنواره فیلم کن ۲۰۰۶، با تشویق ایستادهٔ بینندگان مواجه شد و برنده جایزه بهترین فیلم‌نامه (جشنواره فیلم کن) و جایزه بهترین بازیگر نقش اول زن (جشنواره فیلم کن) شد که بین شش بازیگر فیلم مشترک بود. پنلوپه کروز نامزد دریافت جایزه اسکار بهترین بازیگر نقش اول زن در جایزه اسکار، بفتا و جایزه انجمن بازیگران فیلم شد. فیلم برنده هیئت ملی بازبینی فیلم برای بهترین فیلم خارجی‌زبان شد. این فیلم نامزد دو جایزه در شصت و سومین مراسم گلدن گلوب: جایزه گلدن گلوب بهترین بازیگر زن فیلم درام برای پنه‌لوپه کروز و بهترین فیلم خارجی‌زبان شد.
در این فیلم هیچ شخصیت مردی بازی نکرده است و تمام بازیگران زن هستند.

## بازیگران
- پنه‌لوپه کروز در نقش ریموندا
- کارمن مائورا در نقش ایرِنه
- لولا دوئنیاس در نقش سولداد (سول)
- بلانکا پورتیو در نقش آگوستینا
- یوهانا کوبو در نقش پائولا
- چوس لامپره‌آبه در نقش تیا پائولا
- یولاندا راموس

## موسیقی
تانگوی بازگشت اثر کارلوس گاردل* با ترانه‌سرایی آلفردو له پرا* به فلامنکو تبدیل شده و در فیلم توسط استره‌یا مورنته خوانده شده و پنلوپه کروز آن را لب‌زنی می‌کند. آهنگ رقص آن در صحنهٔ مهمانی ریموندا در فیلم توسط گروه بریتانیایی سنت اتین اجرا شد.

## جایزه‌ها و افتخارات

### فهرست‌های ۱۰ فیلم برتر
بازگشت در صدر بسیاری از فهرست‌های ۱۰ فیلم برتر سال ۲۰۰۶ حضور دارد:
- دوم- مارجری بوگارتن، آستن کرونیکل
- سوم- گلن کنی، پریمیر
- سوم- کوین کراست، لس‌آنجلس تایمز
- سوم- ریچارد کورلیس، تایم
- سوم- فیلیپ مارتین، روزنامه دموکرات آرکانزاس
- چهارم- اندرو اوهایر، سالن
- چهارم- پیتر ترورس، رولینگ استون
- چهارم- ری بِنِت، هالیوود ریپورتر
- پنجم- دژان تامسون، واشینگتن پست
- ششم- کلودیا پویگ، یواس‌ای تودی
- ششم- اسکات تابیس، ای. وی. کلاب
- هفتم- کنت توران، لس‌آنجلس تایمز
- هشتم- ای. او. اسکات، نیویورک تایمز
- هشتم- کیت فیپس، ای. وی. کلاب
- هشتم- کرک هانیکات، هالیوود ریپورتر
- هشتم- استیون هولدن، نیویورک تایمز
- نهم- شاون لوی، اِرِگونین
- دهم- دیوید انسن، نیوزویک
- دهم- لو لومنیک، نیویورک پست

۱۰ فیلم برتر (بدون رتبه‌بندی)
- کارینا چوکانو، لس‌آنجلس تایمز
- کری ریکی، فیلادلفیا اینکوایرر
- جو مورگنسترن، وال استریت ژورنال
- لیام لیسی و ریک گرون، گلاب اند میل

### جایزه‌ها
جایزه‌های دریافت شده با حروف ضخیم نوشته شده‌اند:
بازگشت هنگام پخش به عنوان بخشی از گلچین رسمی جشنواره فیلم کن ۲۰۰۶، تشویق ایستادهٔ حاضران را دریافت کرد و برنده جایزه بهترین فیلم‌نامه (جشنواره فیلم کن) و جایزه بهترین بازیگر نقش اول زن (جشنواره فیلم کن) شد که بین شش بازیگر فیلم مشترک بود.
پنلوپه کروز نامزد دریافت جایزه اسکار بهترین بازیگر نقش اول زن در جایزه اسکار، بفتا و جایزه انجمن بازیگران فیلم شد. فیلم برنده هیئت ملی بازبینی فیلم برای بهترین فیلم خارجی زبان شد. این فیلم نامزد دو جایزه در شصت و سومین مراسم گلدن گلوب: جایزه گلدن گلوب بهترین بازیگر زن فیلم درام برای پنه‌لوپه کروز و بهترین فیلم خارجی‌زبان شد.
- نوزدهمین جوایز فیلم اروپا (۴/۶):
  - بهترین بازیگر زن (پنلوپه کروز)
  - بهترین فیلمبرداری (خوزه لوییس الکاین)
  - بهترین آهنگسازی (آلبرتو ایگلسیاس)
  - بهترین کارگردانی (پدرو آلمودوار)
  - بهترین فیلم
  - بهترین فیلمنامه‌نویس (پدرو آلمودوار)
- پنجاه و نهمین جشنواره فیلم کن (۲/۲):
  - بهترین بازیگر زن (پنلوپه کروز، کارمن مائورا، لولا دوئساس، بلانکا پورتیلو، یوحانا کوبو و چوس لامپرو)
  - بهترین فیلمنامه (پدرو آلمودوار)
- شصتمین جوایز فیلم آکادمی بریتانیا (۰/۲):
  - بهترین بازیگر زن (پنلوپه کروز)
  - بهترین فیلم خارجی زبان
- دوازدهمین جایزه امپایر (۱/۱):
  - بهترین بازیگر زن (پنلوپه کروز)
- هفتاد و نهمین دوره جوایز اسکار (۰/۱):
  - بهترین بازیگر زن (پنلوپه کروز)
- دوازدهمین جایزه انجمن منتقدان پخش‌کننده فیلم (۰/۲):
  - بهترین بازیگر زن (پنلوپه کروز)
  - بهترین فیلم خارجی زبان
- نوزدهمین جوایز انجمن منتقدان فیلم شیکاگو (۰/۲):
  - بهترین بازیگر زن (پنلوپه کروز)
  - بهترین فیلم خارجی زبان
- سی و دومین جوایز سزار (۰/۱):
  - بهترین فیلم خارجی
- هفتاد و هشمین هیئت ملی بازبینی فیلم (۱/۱):
  - بهترین فیلم خارجی زبان
- یازدهمین جایزه ستلایت (۱/۴):
  - بهترین فیلم خارجی زبان
  - بهترین بازیگر زن- درام (پنلوپه کروز)
  - بهترین کارگردان (پدرو آلمودوار)
  - بهترین فیلمنامه- اریجینال (پدرو آلمودوار)
- بیست و یکمین جوایز گویا (۵/۱۴):
  - بهترین بازیگر زن (پنلوپه کروز)
  - بهترین کارگردان  (پدرو آلمودوار)
  - بهترین فیلم
  - بهترین موسیقی اریجینال (آلبرتو ایگلسیاس)
  - بهترین بازیگر نقش دوم زن  (کارمن مائورا)
  - بهترین فیلمبرداری (خوزه لوییس الکاین)
  - بهترین طراحی لباس (سابینه دایگلر)
  - بهترین گریم، آرایش و مو (ماسیمو گاتابروسی و آنا لوزانو)
  - بهترین طراحی تولید (ساوادور پرا)
  - بهترین نظارت تولید (تونی نولا)
  - بهترین فیلمنامه- اریجینال (پدرو آلمودوار)
  - بهترین صدا
  - بهترین بازیگر نقش دوم (لولا دوئساس)
  - بهترین بازیگر نقش دوم (بلانکا پورتیلو)
- هفتمین جوایز حلقه منتقدان فیلم ونکوور (۱/۱):
  - بهترین فیلم خارجی زبان
- شصت و چهارمین مراسم گلدن گلوب (۰/۲):
  - بهترین بازیگر زن - درام (پنلوپه کروز)
  - بهترین فیلم خارجی زبان
- سیزدهمین مراسم جایزه انجمن بازیگران فیلم (۰/۱):
  - بهترین بازیگر زن (پنلوپه کروز)